# Kincs István

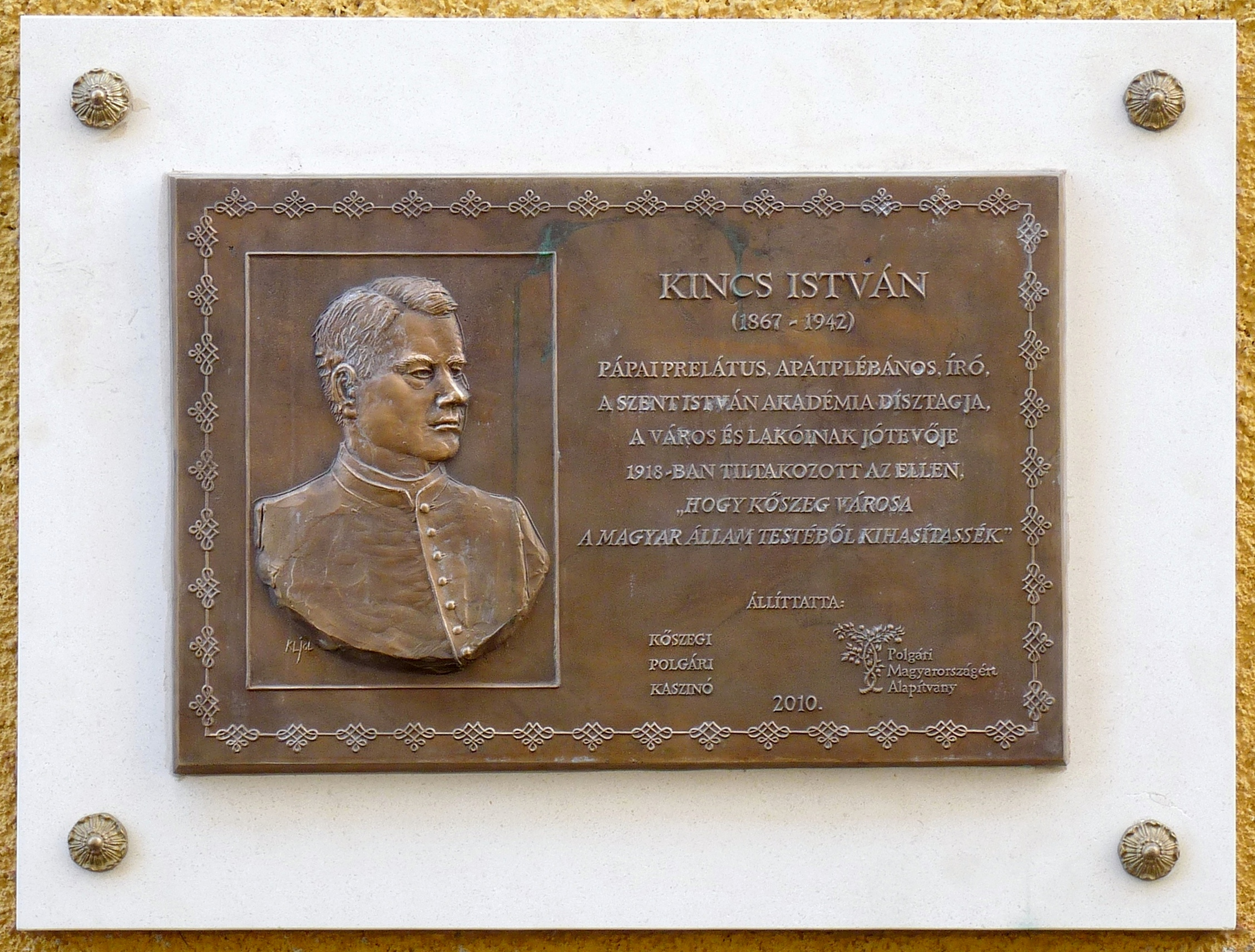
Kincs István emléktáblája a kőszegi Szent Imre-templom falán

Kincs István (Felsőőr (Vas megye), 1867. december 20. – Kőszeg, 1942. június 2.) római katolikus lelkész, újságíró, ifjúsági író.

## Élete
Kincs István kézműves (kovács) és Pigler Terézia polgári szülők fia. Iskoláit 1879-ben szülőhelyén kezdte s Szombathelyt folytatta s itt az érettségi vizsga után a papnevelőintézetbe lépett. 1891. július 16-án szenteltetett föl; segédlelkész volt Rábaszentmihályon, 1892-től Németszentmihályon majd Kőszegen káplán és hitoktató.
Irodalmi működését a szombathelyi papnevelőintézet magyar iskolájában kezdte; elbeszéléseket és cikkeket írt a következő lapokba: Magyar Szemle (1888), Katholikus Szemle, Jelenkor, Magyarország, Alkotmány, Tiszántúl, Dunántúl, Vasmegyei Közlöny, Vasmegyei Lapok, Szombathelyi Lapok, Vasvármegye, Szombathelyi Ujság, Fejérmegyei Napló, Dunántúli Hirlap, Aradi Közlöny, Csorna-Kapuvár, Balatonmellék, Érsekujvár és Vidéke, Kőszeg és Vidéke, Oktató Néplap, Magyar Állam sat.

## Munkái
- A tehetetlen Gangos, vagy: az Isten, ha lassan is, de biztosan ver. Bpest, 1894 (Népiratok 97.)
- A testvérek. Ifjúsági elbeszélés. Uo. 1895
- Tarka világ, Tizenkilencz apró novella. Szombathely, 1895 (Ism. M. Szemle, Irod. Közl. 10. sz., Tiszántúl 248. sz., Magyar Állam 264., Fejérmegyei Napló 118. sz., Kath. Szemle, Rábavidék 38. sz.)
- Gonosz idők. Bpest, 1896 (Sziklay János beszélyével, elbeszélések az ifjúság számára)
- Tanulságos történetek. Uo. 1897. (A M. Nép Könyvtára VI.)
- Elbeszélések. Uo. 1898 (18 elbeszélés, illusztrált díszkiadás)
- Rajzok a kuruc világból (Bp., 1899)
- Romok a rom fölött (történeti elb., Bp., 1906)
- Modern élet (színmű, Szombathely, 1917)
- Emberfaragás (elb., Bp., 1940)
- Lovagcserkészek (vígjáték 3 felvonásban, Kőszeg, Emericanum, 1930)
- A kis májszter (vígjáték 3 felvonásban, Kőszeg, Emericanum, 1934)